# École de tissage de Lyon
L'École de tissage de Lyon est un établissement d'enseignement fondé en 1883 par la municipalité d'Antoine Gailleton dans le but de perfectionner la formation des ouvriers en soie.

## Origine et fondation
L'école est fondée le 14 décembre 1883 pour remplacer des cours de théorie pour le tissage ayant lieu de manière intermittente depuis 1847 dans le Palais Saint-Pierre. À l'origine les cours destinés aux élèves âgés de quatorze à seize ans, durent deux ans. Ils comprennent des cours de jour pratiques et des cours du soir théoriques. Les cours pratiques sont initialement réservés aux enfants de parents lyonnais ou résidents à Lyon. Les cours sont gratuits et un système de bourse est organisé pour les familles de condition modeste. L'école est installée 41 Cours Général Giraud, sur les pentes de la Croix-Rousse.

## Fonctionnement et développement
L'école de tissage connait un rapide succès et se développe progressivement. Les cours théoriques du soir, destinés aux adultes sont portés à trois ans avec l'adjonction de cours pratiques. Un enseignement destiné aux élèves ayant terminé leurs études secondaires est créé en 1889. Un cours de dessin industriel apparait en 1890, suivi deux ans plus tard par des cours de broderie, puis en 1897 par une section pour former ceux qui entretiennent les métiers à tisser, les gareurs.
Les effectifs sont de 27 élèves en cours de jour et 432 pour les cours du soir. L'apogée de cette école, qui a comme nom dans l'entre-deux-guerres « École municipale de tissage et de broderie de Lyon » survient durant l'année scolaire 1926-1927 avec 1 067 élèves en tout.
L'école dispose de métiers à tisser destinés à la fois à la pratique du tissage lui-même mais également à être démonté pour en apprendre le fonctionnement intime et son entretien. Les machines utiles aux activités annexes du tissage sont également présentées avec une bassine de filature, une banque de moulinage, une mécanique à dévider, etc. Les élèves apprennent le tissage des unis et des façonnés et étudient la fabrication d'une large gamme de tissus (mousseline, taffetas, sergé, reps, damas, brocatelle, velours…). Ils apprennent également le dessin et la mise en carte ; à partir de 1907, le diplôme de fin de scolarité est tissé.
De nouveaux locaux voulus par Édouard Herriot sont conçus par Tony Garnier et inaugurés en 1934 cours Général-Giraud (ex cours des Chartreux). En même temps que l'école déménage, elle en profite pour réorganiser son enseignement, ouvrant ses cours aux étudiants étrangers et divisant ses sections en cours du jour pour les jeunes et en cours du soir pour les employés du secteur de la soie.

## Déclin et mutation
La crise de la soie à Lyon frappant l'ensemble de l'industrie, le nouveau bâtiment peine à se remplir. Pour les occuper, la municipalité y intègre l'école des beaux-arts. Durant la Seconde Guerre mondiale, un bureau des ravitaillements s'installe dans les locaux. En 1942, l'école municipale est transformée en école supérieure, dont l'enseignement du tissage est doublée d'une formation pour cadres moyens.
Après la guerre, l'école devient l'« École supérieure des industries textiles de Lyon » (ESITL), qui va du primaire au supérieur, avec un centre d'apprentissage pour la formation des adultes. En 1968, le lycée technique passe sous l'autorité de la Communauté urbaine de Lyon, tandis que le reste de l'école reste à la mairie. En 1988, l'ESITL fusionne avec l'« école supérieure du cuir et des peintures, encres et adhésifs » (ESCPEA) et constituent alors l'« Institut textile et chimique de Lyon » (ITECH-Lyon). Le pôle tissage de cet ensemble a toujours ses locaux cours Général-Giraud. L'ancienne école de tissage est, elle, intégrée à l'école de la Martinière.